# Колосовка (Татарстан)
 Колосовка  — деревня в Елабужском районе Татарстана. Входит в состав Танайского сельского поселения.

## География
Находится в северной части Татарстана на расстоянии приблизительно 2 км на запад от города Елабуга.

## История
Основана в XVII веке. Упоминалась также как Разбахтино.

## Население
Постоянных жителей было в 1859 году — 573, в 1887—675, в 1905—950, в 1920—974, в 1926—1095, в 1938—1103, в 1949—626, в 1958—547, в 1970—358, в 1979—230, в 1989—151. Постоянное население составляло 173 человека (русские 77 %) в 2002 году, 209 в 2010.